# Отворено првенство Малезије у тенису за жене
Отворено првенство Малезије је тениски турнир за жене, који се игра у Куала Лумпуру, у Малезији. Игра се од 2010, као дио серије међународних турнира.

## Поени и новчана награда[1]
| Пласман       | Поени | Новчана награда |
| ------------- | ----- | --------------- |
| Победа        | 280   | 37.000 $        |
| Финале        | 200   | 19.000 $        |
| Полуфинале    | 130   | 10.200 $        |
| Четвртфинале  | 70    | 5.340 $         |
| Осмина финала | 30    | 2.950 $         |
| Прво коло     | 1     | 1.725 $         |

| Пласман      | Поени | Новчана награда |
| ------------ | ----- | --------------- |
| Победа       | 280   | 11.000 $        |
| Финале       | 200   | 5.750 $         |
| Полуфинале   | 130   | 3.100 $         |
| Четвртфинале | 70    | 1.650$          |
| Прво коло    | 1     | 860 $           |

## Финала

### Појединачно
| Година | Побједница       | Финалисткиња      | Резултат         |
| ------ | ---------------- | ----------------- | ---------------- |
| 2010   | Алиса Клејбанова | Јелена Дементјева | 6–3, 6–2         |
| 2011   | Јелена Докић     | Луција Шафарова   | 2–6, 7–6(9), 6–4 |

### Парови
| Година | Побједнице                       | Финалисткиње                         | Резултат          |
| ------ | -------------------------------- | ------------------------------------ | ----------------- |
| 2010   | Чан Јунг-јан Ђе Џенг             | Анастасија Родионова Арина Родионова | 6-7(4), 6-2, 10-7 |
| 2011   | Динара Сафина Галина Воскобојева | Нопаван Лерчивакарн Џесика Мур       | 7–5, 2–6, [10–5]  |